# Pterochilus cosmiogaster
Pterochilus cosmiogaster är en stekelart som först beskrevs av Cameron.  Pterochilus cosmiogaster ingår i släktet Pterochilus och familjen Eumenidae. Inga underarter finns listade i Catalogue of Life.